# Antonio Piolanti
Antonio Piolanti ( Predappio, 7 de agosto de 1911 - Roma, 28 de setembro de 2001 ) foi um sacerdote católico italiano, tomista e teólogo, além de reitor da Pontifícia Universidade Lateranense. 

## Biografia
Depois de concluir os estudos secundários no Seminário Bertinoro de e os estudos universitários em Filosofia no Seminário Regional deBolonha, graduou-se em Teologia e In utroque jure na Pontifícia Universidade Lateranense.  Após a ordenação sacerdotal em 1934, lecionou no Ateneo de Propaganda Fide (1938-1955) e, desde 1945, como Ordinário de Teologia Sacramental, também na Pontifícia Universidade Lateranense, com uma cátedra criada especialmente para ele.
Em 1948, fundou um jornal trimestral de teologia e filosofia tomista, Doctor communis, e em 1956, outro jornal teológico, Divinitas (ambos continuam a ser publicados). Foi um dos inspiradores da encíclica Humani generis (1950) na qual Pio XII advertiu contra o "irenismo temerário", o "relativismo dogmático", a "nova exegese" e outras "opiniões falsas que ameaçam arruinar os fundamentos da doutrina católica". 
Posteriormente ocupou diversos cargos: Decano da Faculdade de Teologia da Universidade Urbaniana (1955-1962); Decano da Faculdade de Teologia da Pontifícia Universidade Lateranense (até 1957) e Reitor da referida Universidade (1957-1969). Piolanti foi, de fato, o primeiro Magnífico Reitor da Universidade Lateranense, pois, em 17 de maio de 1959, João XXIII (a quem Piolanti teve a honra de hospedar durante uma visita oficial em 27 de novembro de 1958) elevou a Universidade Pontifícia o que, até então, tinha sido apenas um Ateneu Pontifício . Em 1961, as instalações da universidade perto da Basílica de São João de Latrão foram ampliadas, e Piolanti pediu a seu amigo, o engenheiro civil e padre espanhol Álvaro del Portillo, uma opinião especializada sobre o projeto que haviam encomendado. Del Portillo enviou-lhe seu parecer em 23 de janeiro de 1962. 
Piolanti foi por muitos anos consultor da Cúria Romana, de numerosas congregações, participando, entre outros assuntos, na preparação tanto do Primeiro Sínodo Romano (24-31 de janeiro de 1960) como perito oficial; e do Sínodo Ecumênico Vaticano II como conselheiro (1962-65). Foi vice-presidente da Pontifícia Academia de São Tomás (1969-2001). Ao mesmo tempo, como cônego da Basílica de São Pedro, foi também postulador da causa de beatificação e canonização de Pio IX (de 1972 até o limiar de sua morte), e como tal reviveu um processo que parecia estagnado para anos, levando-a finalmente até a proclamação de Pio IX como Beato, em 3 de setembro de 2000. 
Piolanti, além de ter sido um ativo organizador e promotor dentro das diversas instituições eclesiásticas, foi sobretudo um dos maiores expoentes da chamada Escola Teológica Romana do século XX, junto com Salvatore Garofalo, Pietro Parente, ou Salvatore Talamo. Profundo conhecedor de toda a Teologia, hábil tomista, foi um dos principais pesquisadores e estudiosos internacionais da Teologia dos sacramentos, em particular da Eucaristia, sobre a qual escreveu numerosas e importantes monografias. 